# Parco nazionale di Pyhä-Luosto
Il parco nazionale di Pyhä-Luosto (in finlandese: Pyhä-Luoston kansallispuisto) è un parco nazionale della Finlandia, nella provincia della Lapponia. È stato istituito nel 2005 e occupa una superficie di 142 km².

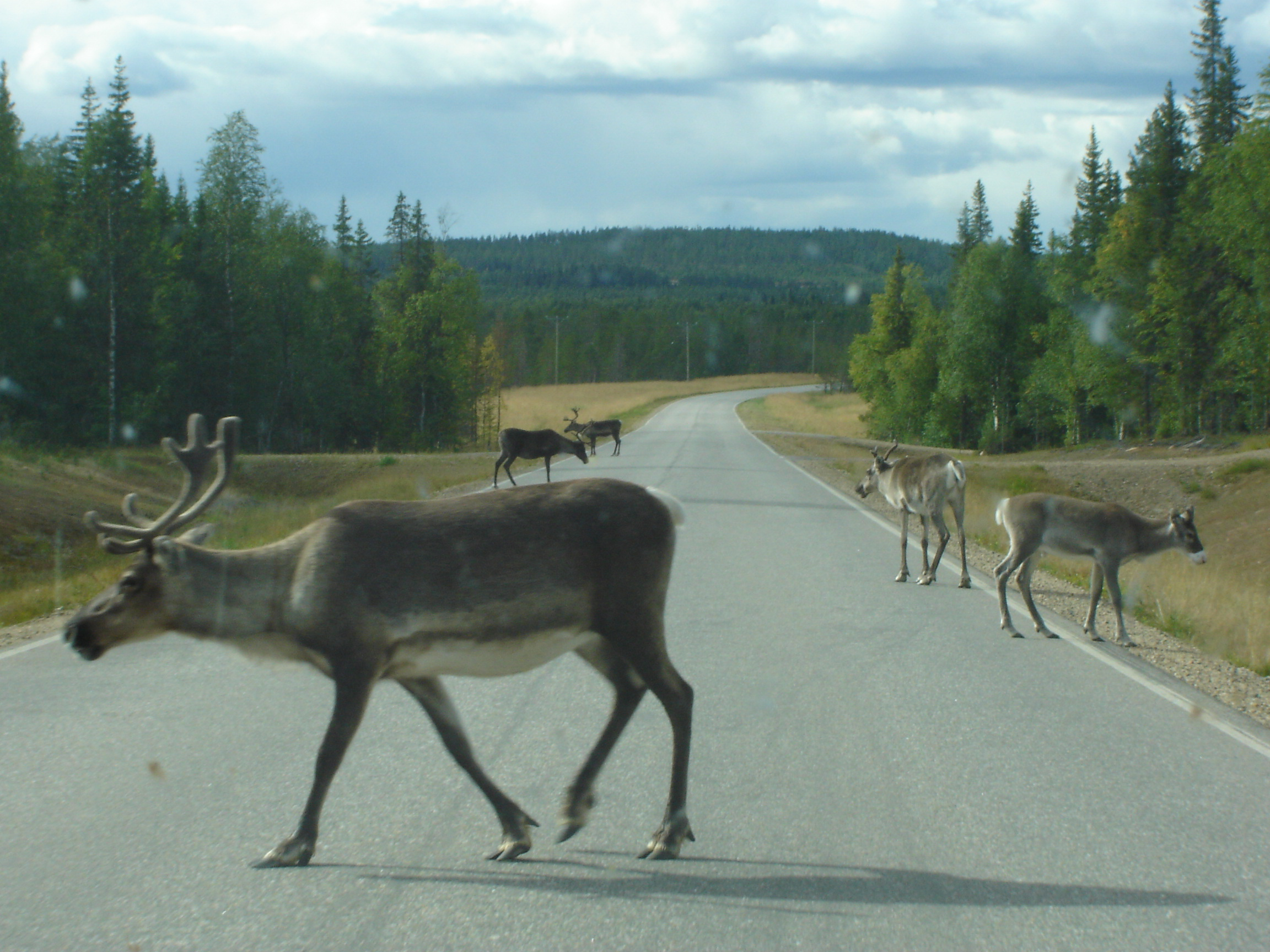
Renne sulla Strada regionale 962